# Alte Burg (Insel)
Die Alte Burg ist eine abgegangene Turmhügelburg (Motte) westlich von Neunkirchen, einem Ortsteil der Gemeinde Nohfelden im Landkreis St. Wendel im Saarland.
Die Motte lag 100 Meter nördlich der Stelle, an der die B 269 den Neunkircher Bach überquert, im Park des Altersheims. 
Sie wurde im 10. bis 11. Jahrhundert erbaut und im 12. Jahrhundert zerstört.
Von der ehemaligen Burganlage zeugen noch der Burghügel, ein verfallener Wassergraben und ein südlicher Wallrest.